# Sehel

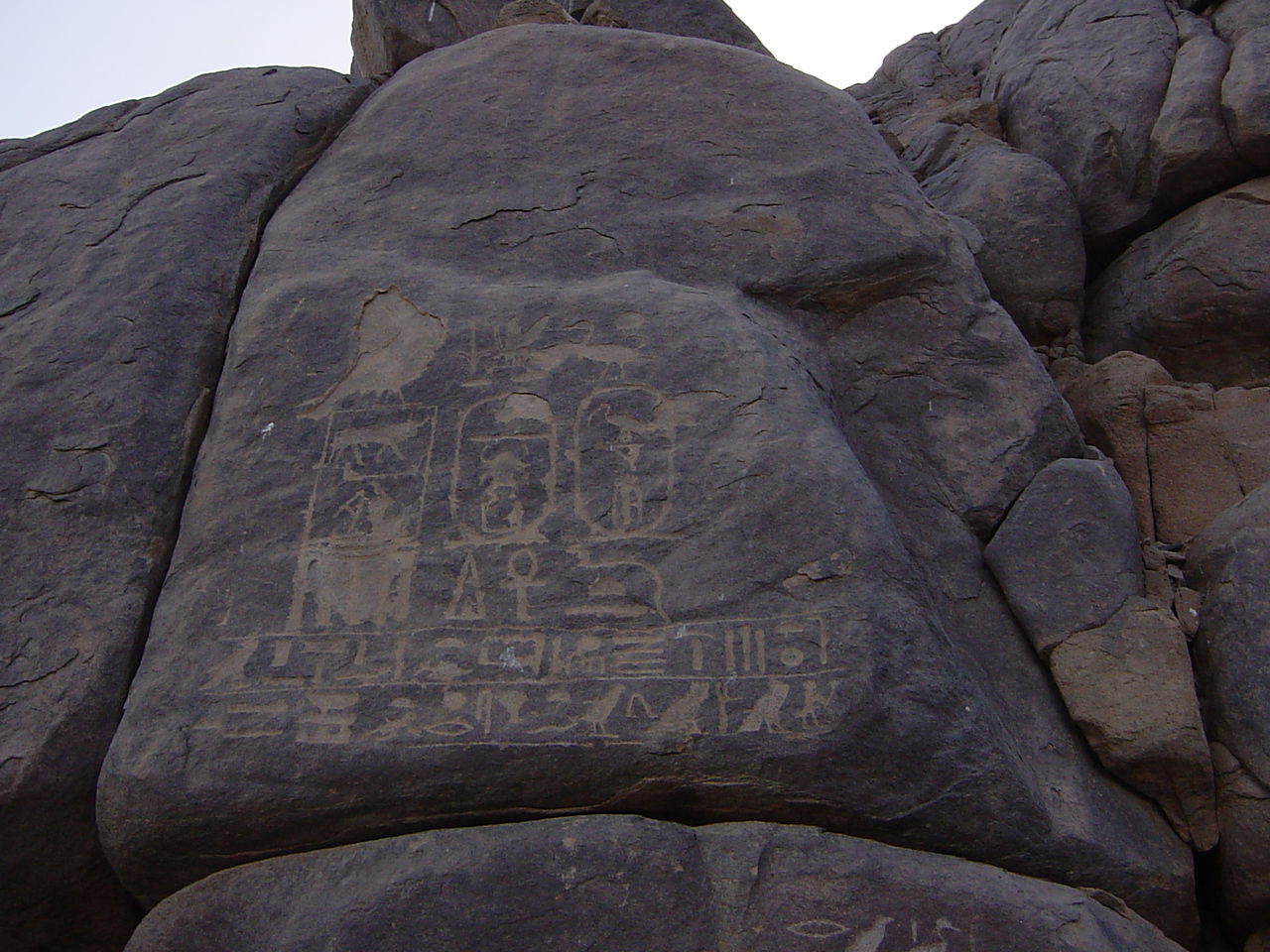
Um dos vários rochedos da ilha com inscrições

Sehel é uma ilha no rio Nilo, situada entre a primeira e a segunda catarata, a sul de Assuão e de Elefantina.
Esta ilha estava dedicada à deusa Sátis, mas Anúquis também foi ali adorada. Estas duas deusas formavam junto com Quenúbis a tríade (agrupamento de três divindades) local. 
Nos rochedos da ilha encontram-se numerosas inscrições. Um das mais famosas é a chamada Estela da Fome, data da época ptolemaica (século II a.C.), mas que relata uma história situada na época do Império Antigo, cujo protagonista é o rei Djoser. Para além de inscrições, existem na ilha vestígios de um templo de Amenófis II e de Ptolemeu IV, bem como de uma capela dedicada a Anúquis do tempo de Amenemés II.
Na época da VI Dinastia foi escavado na ilha, junto à primeira catarata, um canal que permitiu um melhor acesso dos Egípcios aos territórios situados a sul. Este canal acabou por ficar bloqueado, tendo o rei Sesóstris II (XII Dinastia), ordenado que fosse desobstruído com o objectivo de permitir expedições na Núbia.